# Hal Holbrook

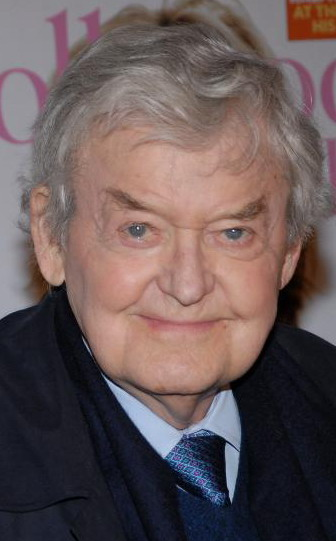
Harold Holbrook

Harold Rowe Holbrook Jr. (n. 17 februarie 1925, Cleveland, Ohio, SUA – d. 23 ianuarie 2021, Beverly Hills, California, SUA) a fost un actor american.

## Biografie
S-a născut în Cleveland, Ohio, fiul lui Aileen Holbrook (născută Davenport), o dansatoare, și al lui Harold Rowe Holbrook, Sr. A fost crescut în South Weymouth, Massachusetts. A absolvit studiile la Culver Academies și Denison University, acolo unde un studiu despre Mark Twain l-a determinat să își facă propriul său one man show, rol pentru care este cel mai bine cunoscut. A avut mai multe performance-uri numite „Mark Twain Tonight”, pentru care a câștigat două premii importante, un Tony și un alt premiu pentru cea mai bună performance. A participat la cel de-al doilea război mondial și a fost staționat pe insula canadiană Newfoundland, unde a jucat în mici teatre, în piese precum „Madam Precious”. Ed Sullivan l-a remarcat în aceste performance-uri și i-a oferit primul rol în show-ul său. Între anii 1941 – 1962 a fost membru al unei companii teatrale. În 1967 show-ul său a putut fi urmărit la televizor. Pentru prima oară a jucat pe Broadway în 1966, apoi din nou în 1977 și 2005. Pentru rolul din 1966 a câștigat un premiu Tony. Show-ul său „Mark Twain” a fost mai longeviv chiar decât cel al lui Samuel Langhorne Clemens.

## Filmografie
- 1970 Marea speranță albă (The Great White Hope), regia Martin Ritt
- 1973 Forța pistolului (Magnum Force), regia Ted Post : Lt. Neil Briggs
- 1976 Bătălia de la Midway (Midway), regia Jack Smight
- 1976 Toți oamenii președintelui (All the President's Men), regia Alan J. Pakula
- 1987 Wall Street, regia Oliver Stone
- 1993 Firma (The Firm), regia Sydney Pollack

### Film
| An   | Titlu                                  | Rol                               | Note                 | Ref.   |
| ---- | -------------------------------------- | --------------------------------- | -------------------- | ------ |
| 1966 | The Group                              | Gus Leroy                         |                      | [ 10 ] |
| 1968 | Wild in the Streets                    | Senator Johnny Fergus             |                      | [ 10 ] |
| 1968 | The Brotherhood                        | Man at Table                      |                      |        |
| 1970 | The People Next Door                   | David Hoffman                     |                      |        |
| 1970 | The Great White Hope                   | Al Cameron                        |                      | [ 11 ] |
| 1972 | They Only Kill Their Masters           | Watkins                           |                      | [ 11 ] |
| 1973 | Jonathan Livingston Seagull            | The Elder                         | nemenționat, voce    |        |
| 1974 | The Girl from Petrovka                 | Joe                               |                      | [ 10 ] |
| 1976 | All the President's Men                | Deep Throat                       |                      | [ 10 ] |
| 1976 | Midway                                 | Commander Joseph Rochefort        |                      | [ 10 ] |
| 1977 | Rituals                                | Harry                             |                      | [ 10 ] |
| 1977 | Julia                                  | Alan Campbell                     |                      | [ 10 ] |
| 1977 | Capricorn One                          | Dr. James Kelloway                |                      | [ 10 ] |
| 1979 | Natural Enemies                        | Paul Steward                      |                      | [ 10 ] |
| 1980 | The Fog                                | Father Malone                     |                      | [ 10 ] |
| 1980 | The Kidnapping of the President        | President Adam Scott              |                      | [ 10 ] |
| 1982 | Creepshow                              | Henry Northrup                    | Segment: "The Crate" | [ 11 ] |
| 1982 | Girls Nite Out                         | Jim MacVey                        | AKA The Scaremaker   | [ 12 ] |
| 1983 | The Star Chamber                       | Judge Benjamin Caulfield          |                      | [ 12 ] |
| 1987 | Wall Street                            | Lou Mannheim                      |                      | [ 11 ] |
| 1988 | The Unholy                             | Archbishop Mosely                 |                      | [ 11 ] |
| 1989 | Fletch Lives                           | Hamilton "Ham" Johnson            |                      | [ 12 ] |
| 1993 | The Firm                               | Oliver Lambert                    |                      | [ 11 ] |
| 1996 | Carried Away                           | Doctor Evans                      |                      | [ 12 ] |
| 1997 | Cats Don't Dance                       | Cranston                          | Voce                 | [ 12 ] |
| 1997 | Hercules                               | Amphitryon                        | Voce                 | [ 11 ] |
| 1997 | Eye of God                             | Sheriff Rogers                    |                      | [ 12 ] |
| 1998 | Hush                                   | Dr. Franklin Hill                 |                      | [ 11 ] |
| 1998 | Walking to the Waterline               | Man on the Beach                  |                      | [ 11 ] |
| 1998 | Judas Kiss                             | Senator Rupert Hornbeck           |                      |        |
| 1998 | Rusty: A Dog's Tale                    | Boyd Callahan                     |                      | [ 11 ] |
| 1999 | The Florentine                         | Smitty                            |                      |        |
| 1999 | The Bachelor                           | Roy O'Dell                        |                      | [ 12 ] |
| 2000 | Waking the Dead                        | Isaac Green                       |                      | [ 12 ] |
| 2000 | Men of Honor                           | Mr. Pappy                         |                      | [ 11 ] |
| 2000 | The Life and Adventures of Santa Claus | Ak – Master Woodsman of the World | voce                 | [ 12 ] |
| 2001 | The Majestic                           | Congresman Doyle                  |                      | [ 11 ] |
| 2002 | Purpose                                | Tom Walker                        |                      |        |
| 2002 | Seventh Day                            | rolul său                         | Documentar           | [ 12 ] |
| 2003 | Country Music: The Spirit of America   | Narator                           | IMAX                 | [ 13 ] |
| 2003 | Shade                                  | Profesorul                        |                      | [ 12 ] |
| 2007 | Into the Wild                          | Ron Franz                         |                      | [ 11 ] |
| 2008 | Killshot                               | Papa                              |                      | [ 12 ] |
| 2009 | That Evening Sun                       | Abner Meecham                     |                      | [ 11 ] |
| 2010 | Flying Lessons                         | Harry Pleasant                    |                      |        |
| 2011 | Good Day for It                        | Hector                            |                      | [ 12 ] |
| 2011 | Water for Elephants                    | Old Jacob                         |                      | [ 11 ] |
| 2012 | Lincoln                                | Francis Preston Blair             |                      | [ 11 ] |
| 2012 | Promised Land                          | Frank Yates                       |                      | [ 11 ] |
| 2013 | Savannah                               | Judge Harden                      |                      | [ 11 ] |
| 2014 | Holbrook/Twain: An American Odyssey    | rolul său                         | Documentar           |        |
| 2014 | Planes: Fire & Rescue                  | Mayday                            | Voce                 | [ 11 ] |
| 2015 | Blackway                               | Whizzer                           |                      | [ 12 ] |

### Televiziune
| An         | Titlu                                                     | Rol                                       | Note                                       | Ref.   |
| ---------- | --------------------------------------------------------- | ----------------------------------------- | ------------------------------------------ | ------ |
| 1954–1959  | The Brighter Day                                          | Grayling Dennis #1                        | nr. necunoscut de episoade                 |        |
| 1955       | Mr. Citizen                                               | Don Gallagher                             | Episodul: "Late for Supper"                |        |
| 1966       | Preview Tonight                                           | rol necunoscut                            | Episodul: "The Cliff Dwellers"             |        |
| 1966       | The Glass Menagerie                                       | Tom Wingfield                             | film TV                                    |        |
| 1967       | Mark Twain Tonight!                                       | Mark Twain                                | special TV                                 | [ 10 ] |
| 1967       | Coronet Blue                                              | Carey Thomas                              | Episodul: "Faces"                          |        |
| 1967–1968  | Off to See the Wizard                                     | Narator                                   | nr. necunoscut de episoade                 |        |
| 1969       | The F.B.I.                                                | Christopher Simes                         | Episodul: "The Fraud"                      |        |
| 1969       | The Whole World Is Watching                               | Chancellor Leonard Graham                 | film TV                                    |        |
| 1969       | The Name of the Game                                      | Mayor John Adrian                         | Episodul: "The Perfect Image"              |        |
| 1970       | A Clear and Present Danger                                | Senator Hays Stowe                        | film TV                                    |        |
| 1970       | Walt Disney's Wonderful World of Color                    | Mitch Collins                             | 2 episoade                                 |        |
| 1970–1971  | The Bold Ones: The Senator                                | Senator Hays Stowe                        | 8 episoade                                 | [ 10 ] |
| 1971       | Travis Logan, D.A.                                        | Matthew Sand                              | film TV                                    |        |
| 1971       | Suddenly Single                                           | Larry Hackett                             | film TV                                    |        |
| 1971       | Goodbye, Raggedy Ann                                      | Harlan Webb                               | film TV                                    |        |
| 1972       | That Certain Summer                                       | Doug Salter                               | film TV                                    | [ 10 ] |
| 1973       | Pueblo                                                    | Commander Lloyd M. Bucher                 | film TV                                    | [ 10 ] |
| 1974–1976  | Carl Sandburg's Lincoln                                   | Abraham Lincoln                           | miniserie TV ; 6 episoade                  | [ 10 ] |
| 1975–1976  | Great Performances                                        | Theater in America Host                   | 2 episoade                                 |        |
| 1976       | 33 Hours in the Life of God                               | Dr. Simon Abbott                          | film TV                                    |        |
| 1977       | Our Town                                                  | Stage Manager                             | film TV                                    |        |
| 1978       | The Awakening Land                                        | Portius Wheeler                           | miniserie TV; 3 episoade                   | [ 10 ] |
| 1979       | Murder by Natural Causes                                  | Arthur Sinclair                           | film TV                                    | [ 10 ] |
| 1979       | The Legend of the Golden Gun                              | J. R. Swackhammer                         | film TV                                    | [ 10 ] |
| 1979       | When Hell Was in Session                                  | Commander Jeremiah Denton                 | film TV                                    | [ 10 ] |
| 1980       | Off the Minnesota Strip                                   | Bud Johansen                              | film TV                                    |        |
| 1981       | The Killing of Randy Webster                              | John Webster                              | film TV                                    | [ 11 ] |
| 1983–1988  | Portrait of America                                       | rolul său                                 | 8 episoade                                 | [ 12 ] |
| 1984       | Celebrity                                                 | Calvin Sledge                             | 3 episoade                                 |        |
| 1984       | George Washington                                         | John Adams                                | miniserie TV; 3 episoade                   | [ 12 ] |
| 1984       | The Three Wishes of Billy Grier                           | Grandpa Grier                             | film TV                                    |        |
| 1985       | North and South                                           | Abraham Lincoln                           | Episodul #1.6                              | [ 12 ] |
| 1985       | Behind Enemy Lines                                        | Col. Calvin Turner                        | film TV                                    |        |
| 1986       | Under Siege                                               | President Maxwell Monroe                  | film TV                                    |        |
| 1986       | Dress Gray                                                | General Charles Hedges                    | miniserie TV, 2 episoade                   | [ 12 ] |
| 1986       | North and South: Book II                                  | Abraham Lincoln                           | miniserie TV, 5 episoade                   | [ 12 ] |
| 1986–1989  | Designing Women                                           | Reese Watson                              | 9 episoade                                 | [ 12 ] |
| 1987       | Plaza Suite                                               | Sam Nash                                  | film TV                                    |        |
| 1988       | The Fortunate Pilgrim                                     | Dr. Andrew McKay                          | miniserie TV, 3 episoade                   | [ 12 ] |
| 1988       | I'll Be Home for Christmas                                | Joseph Bundy                              | film TV                                    | [ 12 ] |
| 1988       | Emma: Queen of the South Seas                             | Jonas Coe                                 | 2 episoade                                 |        |
| 1989       | Day One                                                   | General George Marshall                   | film TV                                    | [ 12 ] |
| 1989       | Sorry, Wrong Number                                       | Jim Coltrane                              | film TV                                    |        |
| 1990       | A Killing in a Small Town                                 | Dr. Beardsley                             | film TV                                    |        |
| 1990–1994  | Evening Shade                                             | Evan Evans                                | 80 episoade                                | [ 11 ] |
| 1993       | Bonds of Love                                             | Jim Smith                                 | film TV                                    |        |
| 1994       | A Perry Mason Mystery: The Case of the Lethal Lifestyle   | William McKenzie                          | film TV                                    |        |
| 1994       | A Perry Mason Mystery: The Case of the Grimacing Governor | Wild Bill McKenzie                        | film TV                                    |        |
| 1995       | A Perry Mason Mystery: The Case of the Jealous Jokester   | Wild Bill McKenzie                        | film TV                                    |        |
| 1995       | She Stood Alone: The Tailhook Scandal                     | Adm. Kelso                                | film TV                                    |        |
| 1996       | Innocent Victims                                          | Bob Hennis                                | film TV                                    |        |
| 1997       | Operation Delta Force                                     | Admiral Henshaw                           | film TV                                    |        |
| 1997       | All the Winters That Have Been                            | Uncle Ren Corvin                          | film TV                                    |        |
| 1997       | The Third Twin                                            | Pete                                      | film TV                                    |        |
| 1998       | Beauty                                                    | Alexander Miller                          | film TV                                    | [ 12 ] |
| 1998       | My Own Country                                            | Lloyd Flanders                            | film TV                                    |        |
| 1999       | A Place Apart                                             | Narrator                                  | film TV                                    |        |
| 2000       | The Outer Limits                                          | Justice Oliver Harbison                   | 2 episoade                                 | [ 12 ] |
| 2000       | Family Law                                                | Judge Richard Lloyd                       | Episodul: "One Mistake"                    | [ 12 ] |
| 2001       | Haven                                                     | Harold L. Ickes                           | film TV                                    |        |
| 2001       | The Legend of the Three Trees                             | Narrator                                  | film TV                                    | [ 11 ] |
| 2001–2002  | The West Wing                                             | Assistant Secretary of State Albie Duncan | 2 episoade                                 | [ 12 ] |
| 2002       | Becker                                                    | Mr. Humphries                             | Episodul: "And the Heartbeat Goes On"      | [ 12 ] |
| 2003       | Good Morning, Miami                                       | Jim Templeton                             | 2 episoade                                 | [ 12 ] |
| 2003       | The Street Lawyer                                         | Arthur Jacobs                             | film TV                                    |        |
| 2005       | Hope & Faith                                              | Edward Shanowski                          | Episodul: "A Room of One's Own"            | [ 12 ] |
| 2006       | The Sopranos                                              | John Schwinn                              | Episodul: "The Fleshy Part of the Thigh"   | [ 12 ] |
| 2006       | NCIS                                                      | Mickey Stokes                             | Episodul: "Escaped"                        | [ 12 ] |
| 2008       | ER                                                        | Walter Perkins                            | 2 episoade                                 | [ 12 ] |
| 2009       | Captain Cook's Extraordinary Atlas                        | Dean Davis Winters                        | film TV                                    |        |
| 2010, 2014 | Sons of Anarchy                                           | Nate Madock                               | 5 episoade                                 | [ 12 ] |
| 2010–2011  | The Event                                                 | James Dempsey                             | 10 episoade                                | [ 12 ] |
| 2013       | Monday Mornings                                           | Dr. Arvin Wayne                           | Episodul: "The Legend and the Fall"        | [ 12 ] |
| 2013       | Rectify                                                   | Rutherford Gaines                         | Episodul: "Modern Times"                   | [ 12 ] |
| 2017       | Bones                                                     | Red Hudmore                               | Episodul: "The New Tricks in the Old Dogs" | [ 12 ] |
| 2017       | An American Conscience: The Reinhold Niebuhr Story        | Reinhold Niebuhr (voce)                   | film TV                                    |        |
| 2017       | Grey's Anatomy                                            | Dr. Lewis Klatch                          | Episodul: "'Till I Hear It from You"       | [ 14 ] |
| 2017       | Hawaii Five-0                                             | Leonard Patterson                         | Episodul: "Waimaka 'ele'ele"               | [ 15 ] |